# Indigofera tenuis
Indigofera tenuis är en ärtväxtart som beskrevs av Milne-redh. Indigofera tenuis ingår i släktet indigosläktet, och familjen ärtväxter.

## Underarter
Arten delas in i följande underarter:
- I. t. major
- I. t. tenuis